# Раиф Диздаревић
Раиф Диздаревић (Фојница, 9. децембар 1926) био је учесник Народноослободилачке борбе и друштвено-политички радник СФР Југославије и СР Босне и Херцеговине. Обављао је низ високих државних функција, налазећи се на позицијама Председника Председништва СР БиХ од 1978. до 1982. и председника Скупштине СФРЈ од 1982. до 1984. године. Од 1984. до 1987. године био је Савезни секретар за иностране послове СФРЈ. У периоду од 15. маја 1988. до 15. маја 1989. године обављао је дужност Председника Председништва СФРЈ.

## Биографија
Рођен је 9. децембра 1926. године у Фојници. Године 1943. активира се у Народноослободилачкој борби. У чланство Комунистичке партије Југославије (КПЈ) примљен је 1945. године.
Од 1945. године радио је у органима безбедности, најпре Одељењу за заштиту народа (ОЗН), потом и Управи државне безбедности (УДБ), а 1951. прелази у дипломатску службу ФНР Југославије. Најпре је радио у амбасадама у НР Бугарској (1951—1954), СССР-у (1956—1959) и Чехословачкој (1963—1967), а 1972. године постаје помоћник Савезног секретара за иностране послове, Милоша Минића.
Од априла 1978. до априла 1982. године обављао је дужност Председника Председништва СР БиХ, а од 1982. до 1984. године председника Скупштине СФРЈ.
Године 1984. постаје Савезни секретар за иностране послове СФРЈ и на тој функцији остаје до 1987. Потом је изабран за члана Председништва СФРЈ, а од од 15. маја 1988. до 15. маја 1989. године обављао је функцију Председника Председништва.

## Дела
- „Од смрти Тита до смрти Југославије: свједочења“, Сарајево, 1999.
- „Пут у распад“, Сарајево, 2012.